# 新集镇 (颍上县)
新集镇，是中华人民共和国安徽省阜阳市颍上县下辖的一个乡镇级行政单位。

## 行政区划
新集镇下辖以下地区：
商业社区、腰楼村、黄郢村、韩庄村、姜郢村、六联村、赵王村、蒋庄村、李许回民村、下湾村和祁庄村。